# Beretta Cx4 Storm
La Beretta Cx4 Storm è una carabina semiautomatica, prodotta in quattro calibri differenti, ideata per attività sportiva, difesa personale e uso da parte di organi di Polizia. È un'arma molto versatile in quanto compatibile con i caricatori di pistole Beretta già diffusamente presenti sul mercato: nei calibri 9 mm, .40 S&W e .45 ACP dei modelli 92/96, Cougar e Px4.
In Italia questa carabina è dotata di caricatori dedicati, tuttavia sono in commercio adattatori originali Beretta che consentono di utilizzare caricatori della Px4 o della 92/98.
Esiste poi anche una versione semiautomatica in calibro 4,5 mm (.177 in) (velocità alla volata 170m/s, potenza 7.5J) con caricatore da 30 colpi alimentata in bombola da 88gr di CO2, data dalla Beretta in produzione su licenza alla Umarex.

## Caratteristiche
La Cx4 è costruita in tecnopolimeri, una scelta innovativa che si distacca dalla tradizione Beretta. Questo ha permesso comunque di creare una carabina leggera, ergonomica e dal design moderno e futuribile caratterizzato da forme arrotondate che dovrebbero favorire l'uso e l'imbracciata degli operatori data l'assenza di spigoli vivi. La reversibilità da un fianco all'altro dell'estrattore, espulsore, pulsante sgancio caricatore, sicura manuale e tiretto d'armamento è inoltre di semplice esecuzione e ne facilita l'impiego da parte di tiratori mancini.
Dotata di mire metalliche abbattibili, la CX4 può essere arricchita da numerosi accessori come slitte superiori e laterali Picatinny, maniglie frontali e sistemi di puntamento ottico e laser.
La canna, lunga 422mm, è cromata internamente e garantisce un elevato standard di precisione.
È un'arma multi-calibro, pensata originariamente come arma di supporto per le forze di Polizia, è compatibile nei diversi modelli con i più diffusi calibri da pistola.

## Sicure
È dotata di quattro diverse sicure ovvero una manuale azionabile dal tiratore mediante pulsante e tre automatiche studiate per prevenire spari accidentali in caso di urti o forti sollecitazioni: una sicura automatica al percussore svincolata solo quando la leva di sparo è premuta, un dispositivo per prevenire lo sganciamento accidentale del cane, un sistema di blocco corsa dell'otturatore.

## Famiglia Storm
Questa carabina è parte della nuova famiglia d'armi sviluppata dalla Beretta: la pistola Px4 e la carabina Rx4 in .223 REM.
Sono armi di nuova concezione, infatti per la prima volta Beretta progetta e produce armi in tecnopolimeri e sfruttando la leggerezza e resistenza di questa plastica ha creato armi dal design futuristico e accattivante pur mantenendo un alto coefficiente di sicurezza e una grande maneggevolezza.

Questi materiali plastici erano già in uso da tempo nel settore armiero e sono alla base del successo delle armi Glock.